# Hinrich Lichtenstein

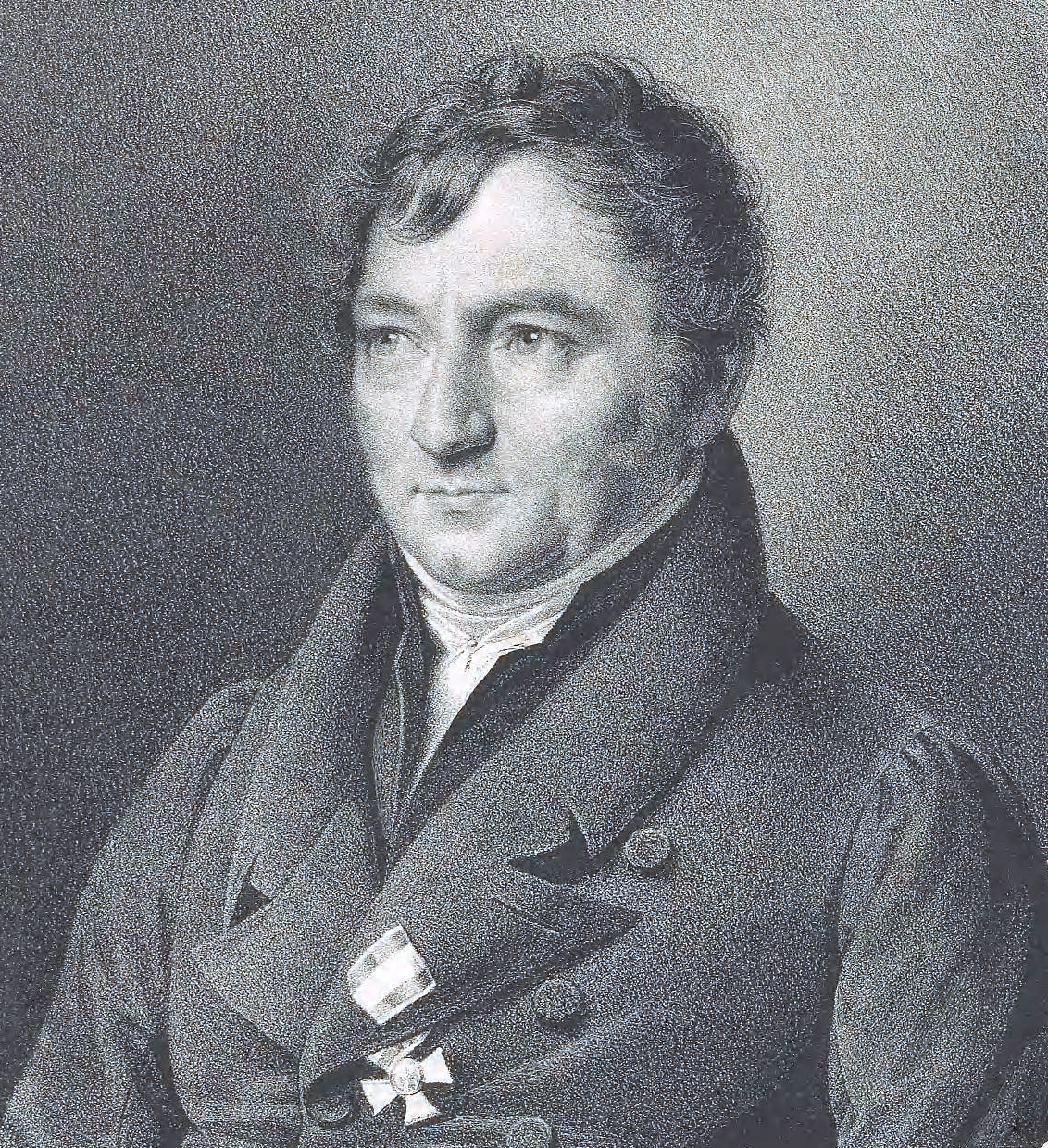
Hinrich Lichtenstein

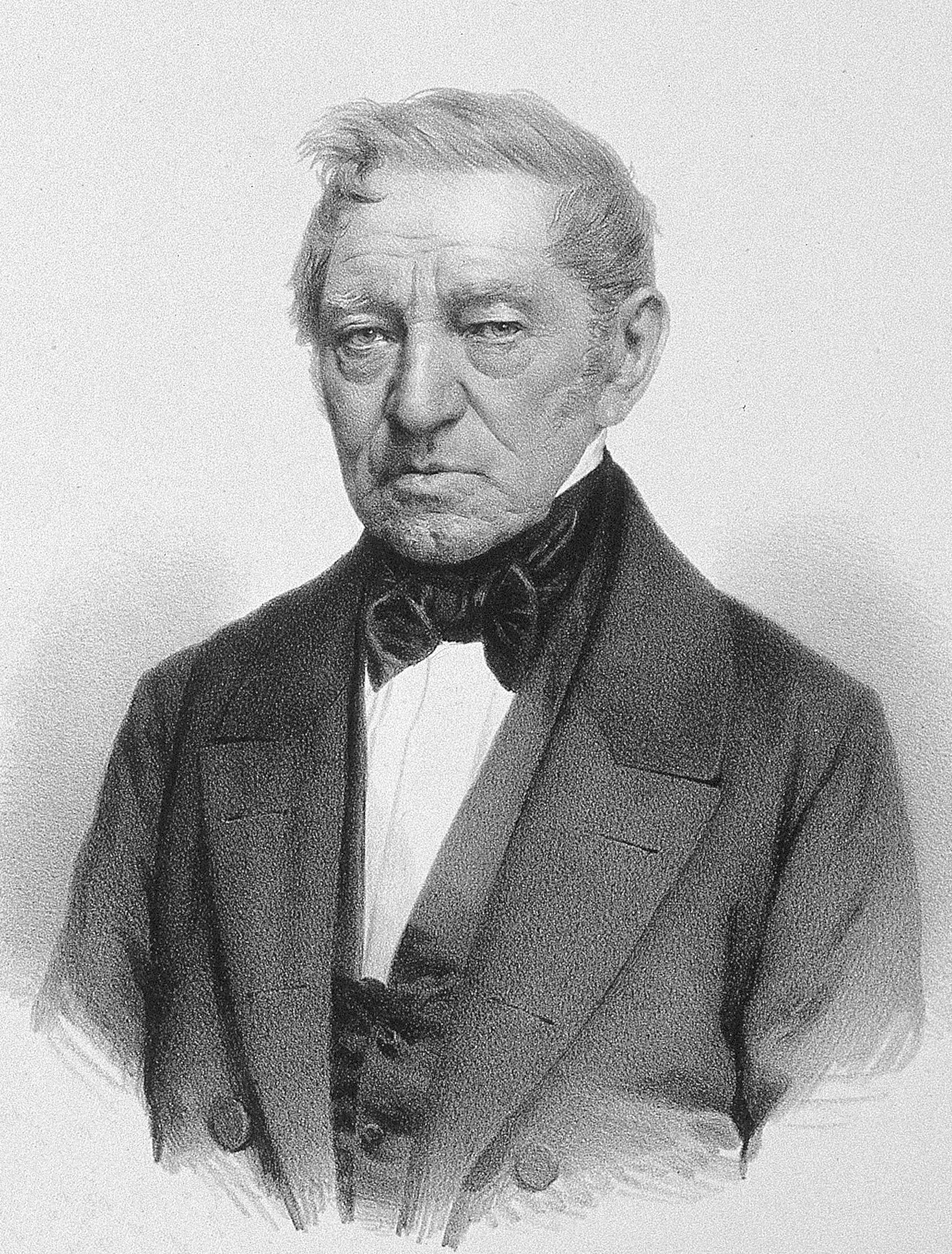
Hinrich Lichtenstein, Lithographie von Rudolf Hoffmann, 1857

Martin Hinrich Carl Lichtenstein, selten auch Heinrich  oder Karl (* 10. Januar 1780 in Hamburg; † in der Nacht vom 2. September auf den 3. September 1857 auf See zwischen Korsör und Kiel, beerdigt in Kiel) war ein deutscher Mediziner, Zoologe und Forschungsreisender in Südafrika. Er war erster Professor für Zoologie an der Universität Berlin, Gründer des Berliner Zoologischen Gartens und gilt mit 44 Jahren Amtszeit als eigentlicher Gründer des Berliner Museums für Naturkunde. Er war außerdem Briefpartner und Freund Adelbert von Chamissos, Carl Maria von Webers und Alexander von Humboldts und bestimmte das wissenschaftliche und kulturelle Leben Berlins in der ersten Hälfte des 19. Jahrhunderts maßgeblich mit.

## Leben
Lichtenstein war vielseitig und hatte zahlreiche Funktionen inne. Er war:
- Forschungsreisender in Südafrika (1802/03–1806)
- Arzt beim „Bataillon hottentottischer leichter Infanterie“ der Batavischen Republik (1804–1806)
- erster Professor für Zoologie an der Universität Berlin (1810/11–1857)
- 44 Jahre lang Direktor des Zoologischen Museums in Berlin, des Vorgängers des heutigen Museums für Naturkunde (1813–1857)
- Förderer zahlreicher Expeditionen, u. a. jener von Friedrich Wilhelm Hemprich und Christian Gottfried Ehrenberg 1820–1825
- Organisator eines globalen Netzwerks von Naturaliensammlern wie Karl Heinrich Bergius, Ferdinand Deppe und Ludwig Krebs
- sammelnder Ornithologe und Briefpartner bedeutender Ornithologen, u. a. von Johann Friedrich Naumann und Coenraad Jacob Temminck
- Dekan (1815) und Rektor (1820/21, 1826/27 und 1840/41) an der Universität Berlin
- stellvertretender Direktor des Berliner Botanischen Gartens in Kriegszeiten (1812–1815) sowie interimistisch 1850–1852
- Gründungsmitglied (1828) und Direktor der Gesellschaft für Erdkunde
- Curator (ab 1830) der Forstakademie in Eberswalde
- Gründer und erster Direktor des Zoologischen Gartens in Berlin (1841/44–1857),
- Sänger in Carl Friedrich Zelters Liedertafel und Mitglied der Sing-Akademie, deren Geschichte er auch schrieb
- Freund und Briefpartner Carl Maria von Webers, für dessen Söhne er 1826 auch die Vormundschaft mitübernahm
- Freund und Unterstützer Adelbert von Chamissos, dem er die Teilnahme an der russischen Weltumseglung 1815–1818 unter Otto von Kotzebue ermöglichte
- und schließlich Korrespondenzpartner Alexander von Humboldts (1820–1855), überwiegend nach dessen Rückkehr aus Paris nach Berlin 1827.

### Herkunft, Ausbildung, Südafrika-Reise
Martin Hinrich Lichtenstein wurde als Sohn des Zoologen und Bibliothekars Anton August Heinrich Lichtenstein in Hamburg geboren. Die von ihm bevorzugt verwendete Namensform „Hinrich“ sollte auf seine hanseatische Herkunft verweisen. Vorfahren waren im 17. Jahrhundert zum Protestantismus übergetretene Juden. Lichtenstein ging im Hamburger Johanneum zur Schule, wo der Vater Lehrer und Rektor war und Karl August Varnhagen von Ense sein Kommilitone, studierte ab 1799 in Jena und Helmstedt Medizin und promovierte am 26. April 1802 zum Dr. med. Die folgende Monate verbrachte Lichtenstein in Braunschweig, um sich auf Südafrika vorzubereiten. Unterstützt wurde er dabei vom Entomologen Johann Christian Ludwig Hellwig, dessen Schüler, dem Zoologen Johann Karl Wilhelm Illiger, und dem Botaniker Johann Centurius von Hoffmannsegg, alle am dortigen Collegium Carolinum tätig.
Von Ende 1802 bis Anfang 1806, über drei Jahre, erforschte Lichtenstein Südafrika, anfangs als Arzt und als Hauslehrer des Sohnes des Gouverneurs der Kapkolonie Jan Willem Janssens. Insgesamt unternahm er fünf größere Reisen weit über die Grenzen der damaligen niederländischen Kapkolonie hinaus. Mit der britischen Invasion Anfang 1806 endete sein Aufenthalt. Auf der Hin- bzw. Rückfahrt besuchte er auch Teneriffa bzw. St. Helena. Sein zweibändiges, unvollendetes Werk Reisen durch das südliche Africa 1811/1812 beschrieb erstmals wissenschaftlich in deutscher Sprache Südafrika, seine Natur und Völkerschaften, wurde ein Publikumserfolg und machte Lichtenstein berühmt. Für Alexander von Humboldt und Goethe (denn er 1808 in Weimar besuchte) wurde er damit Auskunftsgeber zu Südafrika, er selbst verdiente daran die große Summe von 5.000 Talern.

### Professur, Museumsausbau, Zoologischer Garten-Gründung
Lichtenstein wurde auf Vorschlag von Johann Gottlieb Fichte 1811 der erste Professor auf dem neu errichteten Lehrstuhl für Zoologie an der Universität zu Berlin, zu deren Rektor er in den Jahren 1820/21, 1826/27 und 1840/41 ernannt wurde. In seinen Vorlesungen bildete er mehrere Generationen von Naturwissenschaftlern heran, darunter Ernst Haeckel. Zu seinen Hörern gehörten aber auch Felix Mendelssohn Bartholdy und Arthur Schopenhauer.

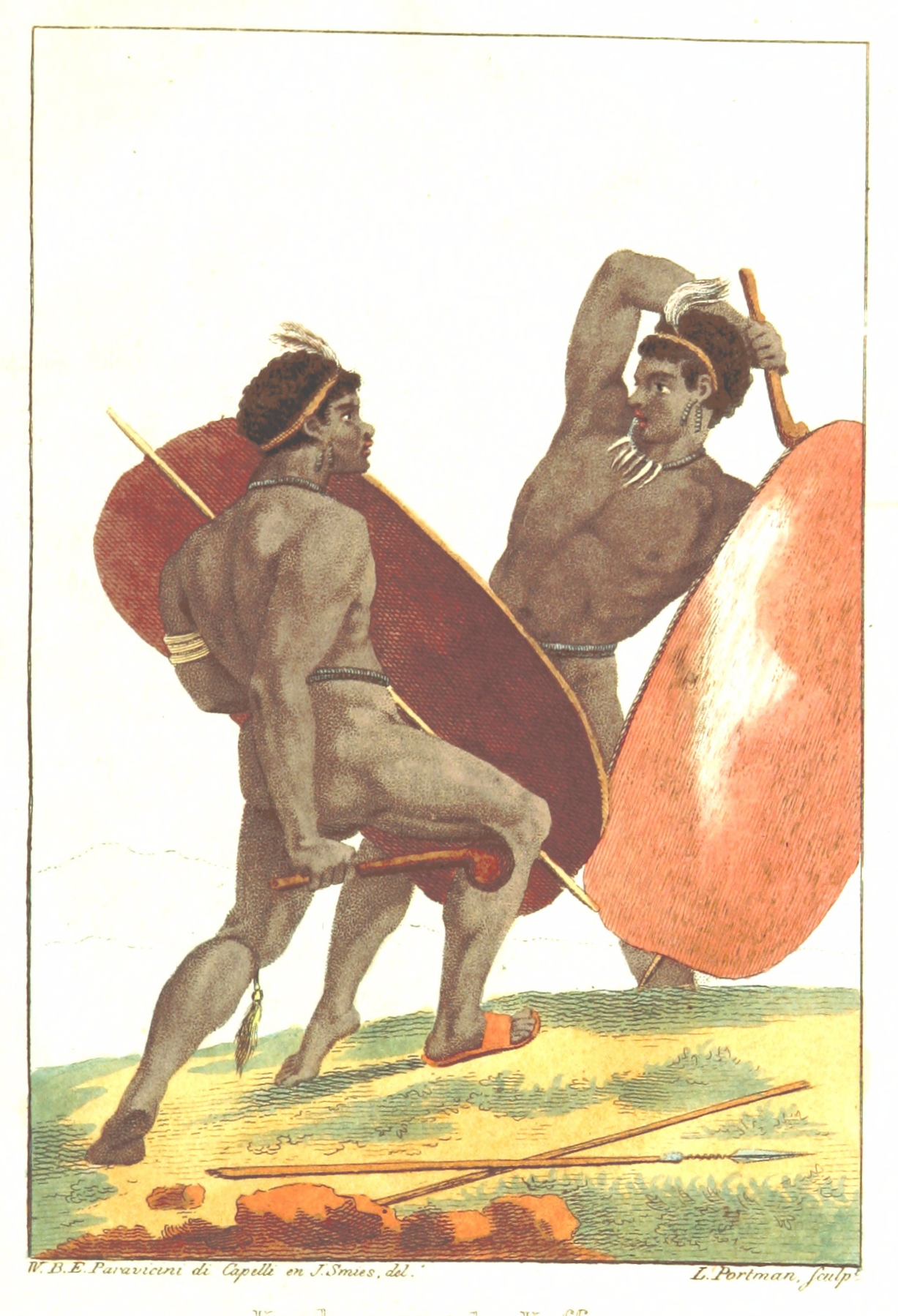
Abbildung aus Lichtensteins Reisen im südlichen Afrika 1803–1806: Afrikaner kämpfen mit Schlagstöcken

1813 wurde Lichtenstein nach dem vorzeitigen Tuberkulosetod des erst 37-jährigen Karl Illiger zum eigentlichen Gründer des Zoologischen Museums in Berlin, den Vorgänger des heutigen Museum für Naturkunde. 44 Jahre lang leitete er das Museum, das sich damals noch im Prinz-Heinrich-Bau unter den Linden (heutige Humboldt-Universität) befand und wo Lichtenstein mit seiner Familie „unter seinen ausgestopften Löwen und Tigern“ auch lebte. In den fast 50 Jahren seiner Leitung wurde das Museum zu einer der bedeutendsten naturkundlichen Sammlungen der Welt; besonders die Vogelsammlung war berühmt.
Gemeinsam mit Alexander von Humboldt organisierte Lichtenstein im September 1828 die 7. Versammlung deutscher Naturforscher und Ärzte in Berlin mit ca. 400 Teilnehmern aus ganz Europa, zu der Humboldt am 18. September auch die Eröffnungsrede hielt. Felix Mendelssohn Bartholdy komponierte dafür eigens eine „Natur-Kantate“.
Lichtenstein war auch Initiator und erster Direktor des Zoologischen Garten Berlins und überredete 1841 Friedrich Wilhelm IV. von Preußen, nicht nur ein Darlehen, sondern auch einen Teil des Geländes seiner Fasanerie am Berliner Tiergarten für die Errichtung des Zoos unentgeltlich zur Verfügung zu stellen. Dazu verfasste Lichtenstein bereits 1840 ein Memorandum an den König (der Text ist seit 1877 verloren), Alexander von Humboldt legte es König Friedrich Wilhelm IV. vor, der mit einer daraufhin erlassenen „Allerhöchsten Kabinettsordre vom 31. Januar 1841“ die Gründung des Zoologischen Gartens genehmigte.
Lichtenstein unterhielt über Jahrzehnte hinweg ein Netzwerk von Sammlern und Wissenschaftlern, um die zoologischen Sammlungen zu vermehren. Seine Forschungsschwerpunkte waren Säugetiere und Vögel, er unterhielt ausgedehnte Beziehungen mit renommierten Ornithologen wie mit dem „Vogelpastor“ Christian Ludwig Brehm in Renthendorf, mit Johann Friedrich Naumann in Ziebigk, dem „Vater der deutschen Ornithologie“, und mit Coenraad Jacob Temminck in Leiden. Er unterstützte organisatorisch und finanziell zahlreiche Wissenschaftler bei Forschungs- und Sammelreisen und sicherte deren Sammlungen für Berlin. Zahlreiche Doubletten, oder was er dafür hielt, verkaufte er wieder, was auch dem niedrigen Budget der preußischen Museen geschuldet war, ihm aber bereits zu Lebzeiten und später Kritik einbrachte, etwa von Temminck oder Erwin Stresemann. Insbesondere förderte Lichtenstein:
- Adelbert von Chamisso, dem er die Teilnahme an der russischen Weltumseglung 1815–1818 ermöglichte
- die Expedition von Friedrich Wilhelm Hemprich und Christian Gottfried Ehrenberg in den Vorderen Orient, wo Hemprich 1825 in Eritrea umkam
- zahlreiche Sammler in Südafrika, u. a. Karl Heinrich Bergius und Ludwig Krebs
- Johann Wilhelm Helfer nach Südasien, wo dieser 1840 auf den Andamanen ermordet wurde
- seinen Neffen Werner Hoffmeister, der 1845 im Punjab im Krieg umkam
- und den Reiseschriftsteller Balduin Möllhausen 1853 nach Nordamerika.

Lichtenstein war von 1813 bis 1857 Mitglied der Königlich-Preußischen Akademie der Wissenschaften sowie 1818–1857 Mitglied der Deutschen Akademie der Naturforscher Leopoldina. Seit 1811 war er auch Mitglied der renommierten Gesetzlosen Gesellschaft zu Berlin. 1816 trat er dem Montagsklub in Berlin bei und war dort seit 1851 bis zu seinem Tode der 10. Senior.
Lichtenstein unternahm zur Vermehrung der Sammlungen zahlreiche Reisen durch ganz Europa, weswegen ihn Goethe im Tagebuch „Lichtenstein der Reisende“ nannte. Lichtenstein starb auch auf einer Reise, die er gemeinsam mit seiner Frau Victoire unternommen hatte: auf der Rückreise von Schweden erlitt er unerwartet in der Nacht vom 2. auf den 3. September 1857 an Bord eines Schiffes einen tödlichen Schlaganfall. Er wurde am 5.9. in Kiel bestattet. „Lichtensteins Tod hat mich überrascht und betrübt“, schrieb Humboldt an Eduard Buschmann.  Christian Ludwig Brehm hielt einige Monate später lakonisch fest: „Die ganze alte Garde der Ornithologen, mich, den unglücklichsten unter ihnen, ausgenommen, hat die Sichel des Todes gemäht.“

## Lichtenstein und die Musik
Lichtenstein war musikalisch sehr begabt. „In seiner frühesten Jugend erhielt er Musikunterricht von Carl Philipp Emanuel Bach, der den Knaben auf den Schooß nahm, weil dieser zu klein war, bequem die Tasten zu erreichen.“ Er sang Bass, als Mitglied der Sing-Akademie zu Berlin wirkte er als Stimmvorsteher und damit Mitglied des Vorstandes unter den Direktoren Carl Friedrich Zelter und Carl Friedrich Rungenhagen. Am 28. April 1812 wurde er in die auf 24 Männer begrenzte Zeltersche Liedertafel aufgenommen, die aus den Reihen der Sing-Akademie gebildet wurde.  Dort übte Lichtenstein von 1813 bis 1818 das Amt des Tafelmeisters aus. Zum 50. Jahrestag der Gründung der Sing-Akademie zu Berlin verfasste er 1841 eine umfassende Festschrift.
Er war enger Freund von Carl Maria von Weber. Für die Uraufführung des Freischütz 1821 vermittelte er für die Wolfschluchtszene einen ausgestopften und präparierten Adler. Nach dessen Tod vermittelte er 1826 zusammen mit dem Bankier Wilhelm Beer für die Witwe Caroline von Weber den Verkauf der Partitur des Oberon an den Berliner Musikverleger Adolf Martin Schlesinger. Als Vormund zusammen mit Carl Theodor Winkler beteiligte er sich an der Erziehung von Webers verwaisten Söhnen Max Maria und Alexander.
Im Jahr 1838 wurde er vom Preußischen Ministerium der geistlichen, Unterrichts- und Medizinalangelegenheiten zum Vorsitzenden des neu gegründeten Musikalischen Sachverständigenvereins berufen. Dieses Gremium hatte eine gutachterliche Funktion und wurde auf Verlangen der Preußischen Gerichte tätig. Insbesondere sollten die Sachverständigen entscheiden, ob eine Komposition, die sich an ein bereits veröffentlichtes Werk anlehnt, als eine „eigentümliche“ Komposition erlaubt oder als Nachdruck verboten sein sollte.

## Privates
Lichtenstein heiratete am 1. Juni 1815 Victoire Hotho (1795–1866). Sie hatten vier gemeinsame Kinder, drei Söhne und eine Tochter, Marie Lichtenstein, verh. Hoffmeister. Diese war klavierbegabt, ein Patenkind von Carl Maria von Weber und Klavierlehrerin von Ernst Rudorff. Lichtensteins Witwe Victoire starb am 7. Oktober 1866 in Königsberg an Cholera.

## Ehrungen
Aufgrund seiner Verdienste wurde Lichtenstein zum Dr. phil. h.c. sowie 1829 zum „Geheimen Medizinalrat“ ernannt. Zu seinem 50-jährigen Doktorjubiläum wurde 1852 in der Zoologischen Sammlung eine Lichtenstein-Büste von Albert Wolff, einem Schüler Christian Daniel Rauchs aufgestellt. Alexander von Humboldt hielt die ehrende Rede, die auch gedruckt wurde, Lichtenstein selbst war „aus Bescheidenheit“ nicht anwesend, sondern auf Reisen. Die Büste schmückt heute den zentralen Sauriersaal des Museums für Naturkunde.
Lichtenstein zu Ehren wurden u. a. 1825 von Temminck das Wellenflughuhn (Pterocles lichtensteinii) und 1849 von Wilhelm Peters die südafrikanische Lichtenstein-Antilope (Alcelaphus lichtensteinii) benannt. Chamisso und Diederich Franz Leonhard von Schlechtendal widmeten ihm 1826 die Doldenblütlergattung Lichtensteinia aus Südafrika. 1867 wurde die zum Zoologischen Garten führende Lichtensteinallee (danach auch die Lichtensteinbrücke) in Berlin-Tiergarten nach ihm benannt. Die Unterart eines von Lichtenstein 1823 beschriebenen Zwergaras (Diopsittaca nobilis cumanensis) aus Amazonien trägt heute ebenfalls den Namen „Lichtensteins Zwergara“.

## Lichtenstein im Nationalsozialismus
Der gläubige Protestant und politisch konservative Lichtenstein wusste um seine jüdischen Vorfahren, betrieb Ahnenforschung und begann seine Familienstammtafel im Jahr 1835 mit „Arnold, Sohn eines getauften jüdischen Rabbi“, gestorben 1690. In der Zeit des Nationalsozialismus führte das 1939 zu einer Anfrage des Museums für Naturkunde an die Hansestadt Hamburg über die „Deutschblütigkeit“ Lichtensteins. Das Antwortschreiben der hamburgischen Gemeindeverwaltung vom 23.6.1939 konstantierte zwar, dass sein Urururgroßvater Jude gewesen sei, er selbst aufgrund der seither stattgehabten Vermischung „nach den Nürnberger Gesetzen als deutschblütig“ zu gelten habe. Eine Beseitigung der Lichtensteinbüste oder Umbenennungen entfielen damit.

## Zitat
„Will man glücklich sein, so muß man das Leben mit Allem was drin ist wie Naturerscheinungen betrachten, die vorüber gehen und an deren keiner man seinen Glauben, sein Glück, seine Existenz hängen darf (...). Man kan lieben, glauben, vertrauen und Vertrauen und Liebe erwerben, doch frei bleiben, vor Allem wenn man einen solchen innersten Rückhalt hat, wie die Kunst oder die Wissenschaft.“
Lichtenstein an Carl Maria von Weber, 7.11.1812.

## Urteile über Lichtenstein
- Einer der gelehrtesten Reisenden, die je in ferne Welttheile gekommen sind, der Theologe und Orientalist Paul Jakob Bruns, 1806.
- Lichtenstein der Reisende, Goethe 1808.
- ... ausgerüstet mit so ausgebreiteten und tiefen Kenntnissen und umgeben von den Naturschätzen aller Welttheile! Christian Ludwig Brehm 1823.[22]
- Lichtenstein, mein Lehrer, Freund und Alles! Adelbert von Chamisso 1819.[23]
- An mir ist es zu danken, mein vielgeliebter Bruder, mit welcher Thätigkeit, Um- und Vorsicht du stets für mein Bestes handelst., Carl Maria von Weber 1824.[24]
- ... der vielgewanderte Mann, der den Werth und Unwerth der irdischen Dinge kennt ... der Reisende vom Kap, meinen Freund ... Alexander von Humboldt 1842.[25]
- Ein feiner und liebenswürdiger Forscher, eine ebenso fest eingewurzelte Berliner Persönlichkeit wie der alternde Humboldt selbst, Wilhelm Bölsche 1917.[26]
- Lichtenstein – das war ein ganz arger Stümper und Ignorant! Aber er hat immerhin blind zusammengerafft, soviel er vermochte. Erwin Stresemann an Ernst Mayr, 16. November 1947, über Lichtenstein als Ornithologen.[27]
- Eine Persönlichkeit von Format, die eine späte Würdigung verdient, ... aber keine helle Leuchte seines Faches. Erwin Stresemann 1960.[28]

## Werke
- Nachrichten von Teneriffa. Ein Fragment aus dem Tagebuche des Hrn. Dr. Lichtenstein auf der Reise von Amsterdam nach dem Vorgebirge der guten Hofnung 1802. In: Allgemeine geographische Ephemeriden. Band 19, Weimar 1806, S. 37, (Digitalisat)
- Über die Beetjuanas. Als Nachtrag und Berichtigung zu Barrows Auszug aus Trüters Tagebuch einer Reise zu den Buschwanas. In: Allgemeine geographische Ephemeriden. Band 23, Weimar 1807, S. 4, (Digitalisat)
- Reisen im südlichen Afrika in den Jahren 1803, 1804, 1805 und 1806. 2 Bände. Salfeld, Berlin 1811, (1. Band, Digitalisat, 2. Band, Digitalisat). Neudruck, mit einer Einführung von Wahrhold Drascher: Brockhaus Antiquarium, Stuttgart 1967.
- Geschichte der Entdeckung des Vorgebirges der guten Hoffnung. In: Vaterländisches Museum. Band 1, Heft 4, Hamburg 1810, S. 369–415, (Digitalisat)
- Bemerkungen über die Sprachen der südafrikanischen wilden Volkestämme … In: Friedrich Justin Bertuch, Johann Severin Vater (Hrsg.): Allgemeines Archiv für Ethnographie und Linguistik. Landes-Industrie-Comptoir, Weimar 1808, S. 259–331, (Digitalisat)
- Das zoologische Museum der Universität zu Berlin. Dümmler, Berlin 1816, (Digitalisat)
- Ehrendenkmal des Herrn J.C.W. Illiger, in: Abhandlungen der Königlichen Preußischen Akademie der Wissenschaften zu Berlin 1814-1815 (1818), S. 48–64.
- Tod des Dr. Hemprich in Afrika, in: Hertha Bd. 3 (1825), S. 127–131.
- Darstellung neuer oder wenig bekannter Säugethiere in Abbildungen und Beschreibungen von 65 Arten auf 50 colorirten Steindrucktafeln, nach den Originalen des Zoologischen Museums der Universität Berlin. Lüderitz, Berlin 1827/34, (Digitalisat)
- Amtlicher Bericht über die Versammlung deutscher Naturforscher und Ärzte zu Berlin im September 1828: nebst einer lithographirten Sammlung eigenhändiger Namenszüge der Theilnehmer. Erstattet von den damaligen Geschäftsführern A. v. Humboldt und H. Lichtenstein. Trautwein, Berlin 1829. (Digitalisat)
- Die Stamm-Tafel der bürgerlichen Familie Lichtenstein nebst historischen Nachrichten über einige Glieder derselben. Als Manuscript für die Glieder der Familie; nebst einer Tafel in Steindruck. Königl. Akad. d. Wissenschaften, Berlin 1835. (Digitalisat)
- Zur Geschichte der Sing-Akademie in Berlin. Nebst einer Nachricht über das Fest am funfzigsten Jahrestage ihrer Stiftung und einem alphabetischen Verzeichniss aller Personen, die ihr als Mitglieder angehört haben. Trautwein, Berlin 1843 (Digitalisat).

Als Herausgeber
- Verzeichniss der Doublette des zoologischen Museums de königl. Universität zu Berlin nebst Beschreibung vielr bisher unbekannter Arten von Säugethieren, Vögeln, Amphibien und Fischen. T. Trautwein, Berlin 1823, (Digitalisat)

## Briefwechsel
Von Lichtensteins umfangreicher Korrespondenz sind bisher nur drei größere Briefwechsel veröffentlicht worden, nämlich jene mit Weber, Naumann und Humboldt, die alle mehrheitlich Briefe an Lichtenstein und nur wenige von ihm enthalten:
- Ungedruckte Correspondenz Alexander von Humboldt's, in: Westermann's Jahrbuch der Illustrirten Deutschen Monatshefte Bd. 14 (1863), S. 544–548 und Bd. 15 (1864), S. 192–199. (gekürzter Teilabdruck einiger Briefe Humboldts an Lichtenstein).
- Briefe von Carl Maria von Weber an Hinrich Lichtenstein, hrsg. von Ernst Rudorff, Braunschweig 1900, 252 S.
- Erwin Stresemann: Drei Briefe von Christian Ludwig Brehm an Hinrich Lichtenstein, in: Journal für Ornithologie Bd. 79 (1931), S. 566–572.
- Erwin Stresemann: Aus C.J. Temmincks Briefen an H. Lichtenstein, in: Ardea Bd. 39 (1951), S. 253–259.
- J. F. Naumanns Briefwechsel mit H. Lichtenstein 1818-1856, hrsg. von Erwin Stresemann und Peter Thomsen. Kopenhagen 1954, 73 S. (Acta historica Bd. 11).
- Heidi Muggelberg: Christian Ludwig Brehms Briefe an Martin Hinrich Carl Lichtenstein, 1822–1834, in: Mitteilungen aus dem Museum für Naturkunde in Berlin Bd. 45 (1969), 1, S. 187–209.
- Gerhard Hildebrandt: Der Briefwechsel zwischen A.C.E. Baldamus und M.H.C. Lichtenstein in den Jahren 1845-1852, in: Ökologie der Vögel / Ecology of Birds Bd. 34 (2012), S. 267–285.
- Alexander von Humboldt, Martin Hinrich Lichtenstein – Briefwechsel, hrsg. von Thomas Schmuck unter Mitarbeit von Ingo Schwarz. Berlin 2024, 286 S. (Beiträge zur Alexander-von-Humboldt-Forschung Bd. 44) (darin, S. 205–212, auch Briefe Lichtensteins an Adelbert von Chamisso, 1815–1834).